# Vlag van Munstergeleen

Vlag van de gemeente Munstergeleen
(1962-1982)

De vlag van Munstergeleen is op 17 april 1962 vastgesteld als de gemeentelijke vlag van de voormalige Limburgse gemeente Munstergeleen. Sinds 1 januari 1982 is de vlag niet langer als gemeentevlag in gebruik omdat de gemeente Munstergeleen toen opging in de gemeente Sittard. De vlag kan als volgt worden beschreven:
Twee even hoge banen, van blauw beladen met een wit zwaard, en van rood, beladen met een witte tang, en een broekdriehoek van geel, met een zwart slangenkopkruis.
De kleuren en het ontwerp zijn ontleend aan het gemeentewapen. het witte zwaard staat voor de H. Pancratius, de tang voor de H. Appolonia.

## Verwante afbeelding

Wapen van Munstergeleen

Ambt Montfort 
· Amby 
· Arcen en Velden 
· Baexem 
· Beegden 
· Belfeld 
· Bemelen 
· Berg en Terblijt 
· Bocholtz 
· Born 
· Broekhuizen 
· Cadier en Keer 
· Echt 
· Eijsden 
· Elsloo 
· Eygelshoven 
· Geleen 
· Grathem 
· Grubbenvorst 
· Haelen 
· Heel 
· Heel en Panheel 
· Heer 
· Helden 
· Herten
· Heythuysen 
· Hoensbroek 
· Horn 
· Horst 
· Hulsberg 
· Hunsel 
· Kessel 
· Klimmen 
· Limbricht 
· Linne 
· Maasbracht 
· Maasbree 
· Margraten 
· Meerlo-Wanssum 
· Meijel 
· Melick en Herkenbosch 
· Montfort 
· Munstergeleen 
· Neer 
· Nieuwenhagen 
· Nieuwstadt 
· Nuth 
· Ohé en Laak 
· Onderbanken 
· Ottersum 
· Posterholt 
· Roggel 
· Roggel en Neer 
· Schaesberg 
· Schinnen 
· Sevenum 
· Sint Odiliënberg 
· Sittard 
· Stevensweert 
· Stramproy 
· Susteren 
· Swalmen 
· Tegelen 
· Thorn 
· Ubach over Worms 
· Ulestraten 
· Urmond 
· Valkenburg-Houthem 
· Vlodrop 
· Wessem 
· Wittem